# Austrammo monteithi
Austrammo monteithi is een spinnensoort uit de familie Ammoxenidae. De soort komt voor in het oosten van Australië.